# American Royal

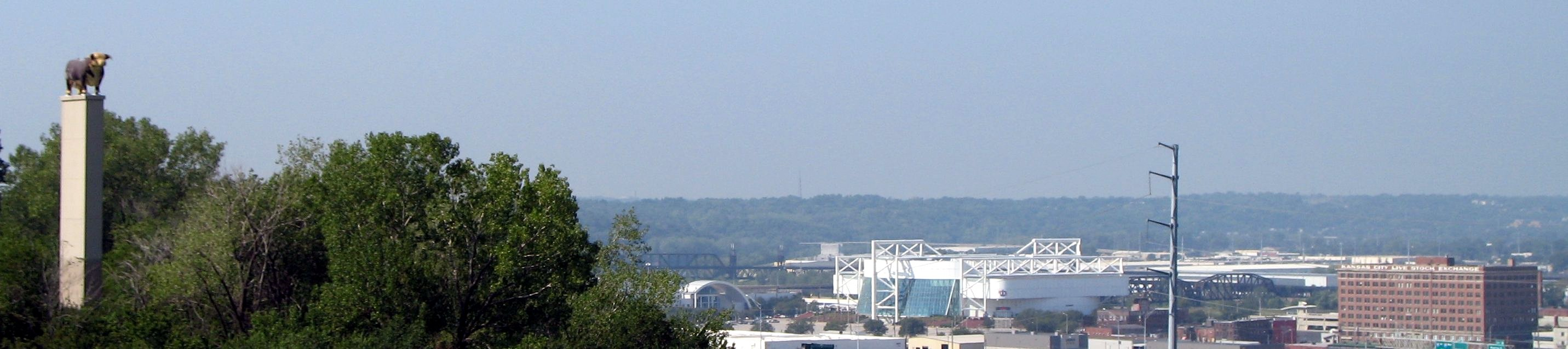
Der Stier der American Hereford Association, die Hy-Vee Arena und das Kansas City Livestock Exchange Building in den ehemaligen Kansas City Stockyards in den West Bottoms, vom Quality Hill aus gesehen

Die American Royal ist eine jährlich stattfindende große Veranstaltungsreihe mit landwirtschaftlichem Bezug. Im Spätjahr finden große Vieh- und Pferdeschauen, mit Rodeo und Grillwettbewerben an verschiedenen Veranstaltungsorten im Großraum Kansas City statt.
Die American Royal Association ist eine gemeinnützige, auf Freiwilligenarbeit basierende Organisation.

## Geschichte

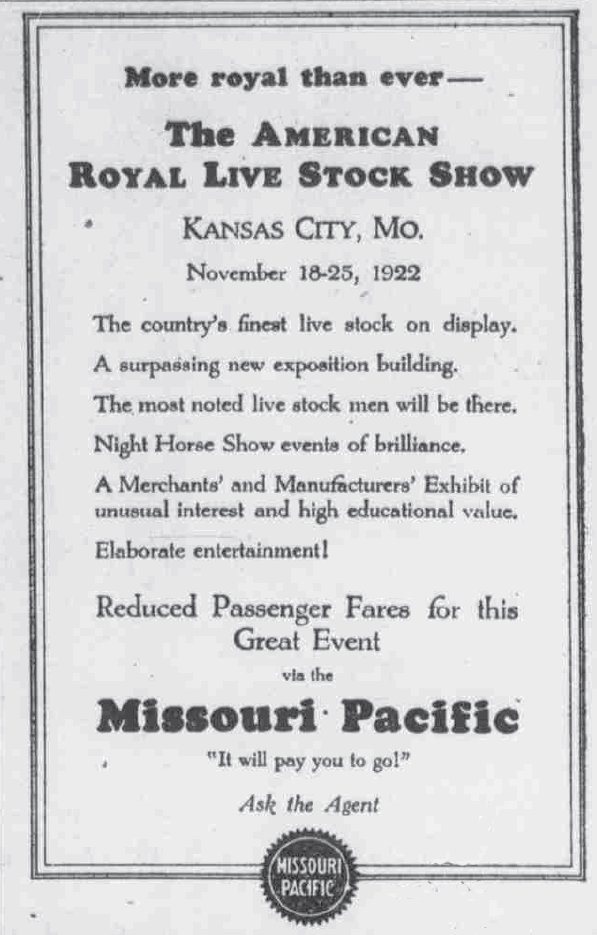
Zeitungsanzeige für die Veranstaltung von 1922

Die American Royal begann 1899 als Viehschau in den Kansas City Stockyards. Der Name „American Royal“ geht auf einen Leitartikel aus dem Jahr 1901 zurück, der in der Fachzeitschrift Kansas City Drovers Telegram unter dem Titel „Call it the American Royal“ erschien. In dem Leitartikel hieß es, dass die Royal Agricultural Society of England eine ähnliche Veranstaltung mit dem Namen Royal Show durchführt. Die erste Pferdeschau bei der American Royal wurde 1907 durchgeführt. Inzwischen gibt es alljährlich zahlreiche Schauen und Turniere:  ein Quarter Horse-Turnier, ein Cutting Horse-Turnier, eine Youth Horse Show, Springturniere, sowie Pferdeschauen für Vollblutaraber und American Saddlebred. Seit der Covid-19-Pandemie gibt es auch eine virtuelle Pferdeschau.
Die nationale Versammlung der Future Farmers of America (heute die National FFA Organization) wurde von 1928 bis 1998 während der jährlichen America Royal abgehalten. Im Jahr 2011 erhielt American Royal die Rechte an der Barbecue Hall of Fame.
Das Profi-Baseballteam Kansas City Royals leitet seinen Namen von der American Royal ab.

### Neubau 1992

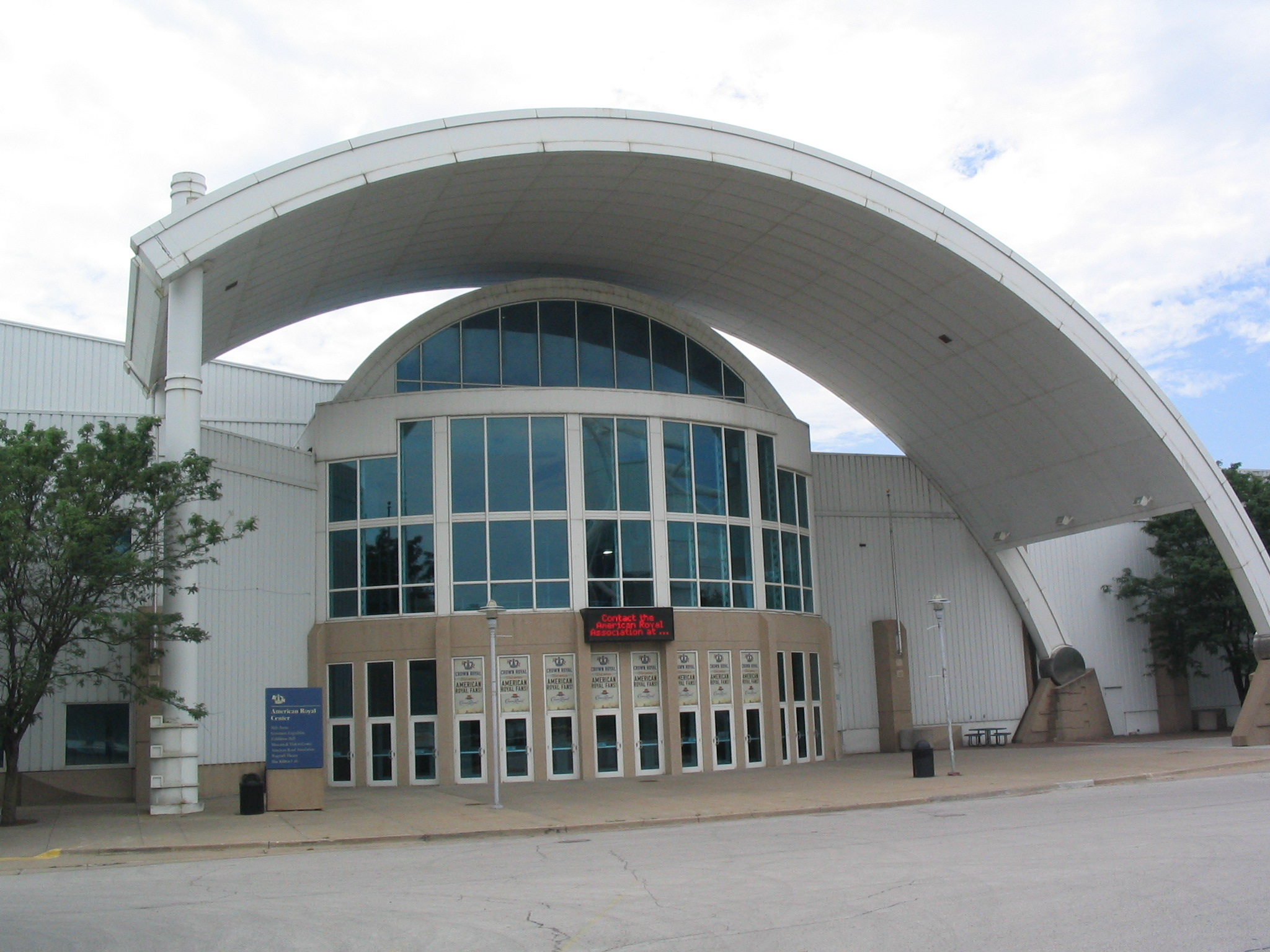
American Royal Complex

1992 wurde der neue American Royal Complex als Ersatz für die alte Anlage aus dem Jahr 1926 errichtet. Der American Royal Complex besteht aus dem American Royal Museum, einem Besucherzentrum, drei Ausstellungshallen, der Hale Arena, einem Theater, einem Restaurant, einem Verpflegungsstand sowie den Verwaltungsbüros. Das American Royal Besucherzentrum mit Museum ist nach Vereinbarung und während der American Royal-Saison geöffnet. Es gibt Ausstellungen zu Pferden, Tiermedizin, Rodeos und Viehschauen, die Geschichte von  der American Royal und der Landwirtschaft in Kansas City.
Die Hale Arena wurde inzwischen durch die Hy-Vee Arena und das T-Mobile Center ersetzt, wo jedes Jahr die Viehschauen und Rodeos stattfinden.
Der Grillwettbewerb fand lange Jahre auf dem Gelände des American Royal Complex statt, wurde aber 2015 auf den Parkplatz des Arrowhead Stadium verlegt. Seit 2016 findet der Barbecue-Wettbewerb auf dem Kansas Speedway statt.

### Neubau im Wyandotte County
Seit 2016 plant die American Royal Association ihren Umzug ins Wyandotte County in Kansas. Das Land für den Neubau konnte sie 2019 erwerben. Inzwischen sind die neuen Gebäude im Bau.

## Veranstaltungen
Das American Royal ist eine jährlich stattfindende achtwöchige Veranstaltung mit Grillwettbewerben, Rodeos, Viehschauen, Reitveranstaltungen und landwirtschaftlichen Aktivitäten zugunsten von Jugend und Bildung. Als eine der wichtigsten Veranstaltungen im Spätjahr in Kansas City mit einem jährlichen wirtschaftlichen Nutzen von mehr als 62 Millionen Dollar ist das American Royal Gastgeber des weltgrößten Grillwettbewerbs, einer der größten Viehausstellungen des Mittleren Westens, eines der fünf wichtigsten Rodeos der Nation sowie Veranstaltungsrahmen wichtiger Reitturniere.
Der Grillwettbewerb ist in mehrere Kategorien unterteilt: Bruststück, Schweinerippchen, Schweineschulter, Hähnchen, Würstchen, Beilagen und Dessert.